# Антонов-Герман, Михаил Давыдович
Михаил Давыдович Герман (также — Антонов; 1893—1944) — председатель Тамбовского губернского ЧК в период Тамбовского восстания.

## Биография
Михаил Герман родился в мещанской семье; по окончании четырехклассного городского училища, он стал типографским рабочим. В году Первой мировой войны был призван на фронт. В 1917 году Герман возглавлял отряд Красной армии, действовавший в Белоруссии и вступил в РСДРП(б). В 1918—1921 годах он работал в органах ВЧК в Петрограде и Смоленске, а также — в особых отделах РККА на Южном и Западном фронтах Гражданской войны. В 1921 году, во время Тамбовского восстания, Герман-Антонов стал председателем Тамбовского губернского ЧК и ГПУ; кроме того, он являлся членом тамбовского губернского исполкома и губернского комитета партии.
С 7 сентября 1921 по 6 февраля 1922 года Михаил Давыдович состоял председателем Астраханской губернской ЧК, а затем — до 10 октября 1922 — начальником Астраханского губернского отдела ГПУ.